# BABEL国際翻訳大賞
BABEL国際翻訳大賞（バベルこくさいほんやくたいしょう）は、かつて株式会社バベル（バベルプレス）刊行の翻訳雑誌『翻訳の世界』が主催していた、翻訳本を対象とした文学賞。バベル翻訳奨励賞、日本翻訳大賞、バベル翻訳大賞とも。

## 概要
1976年（昭和51年）の『翻訳の世界』発刊とともに、日本と海外を結ぶ翻訳の普及と新人発掘を目指して「バベル翻訳奨励賞」が創設された。1991年（平成3年）、同誌が実施していた「ベスト翻訳書アンケート」の集計結果により「バベル翻訳大賞」が創設され、ウンベルト・エーコ『薔薇の名前』（河島英昭訳）が受賞した。1994年（平成4年）には賞全体を「バベル翻訳大賞」として再編・改称した。
2000年（平成12年）の『翻訳の世界』終刊でいったん休止、後進の『eとらんす』で2003年（平成15年）に再開したが、2005年（平成17年）の『eとらんす』の終刊により、賞も終了した。
- バベル翻訳奨励賞：新人翻訳者登竜門としての賞。優秀賞受賞者が中心となって翻訳出版する権利が授与された。
- 日本翻訳大賞：前年度の翻訳書の中で最優秀とされる作品を刊行した翻訳書・翻訳者に授与された。
- BABEL新人賞：前年度の翻訳書の中で優秀とされる新人翻訳者に授与された。

## 主な受賞者・受賞作

### 日本翻訳大賞
第1回（1991年『翻訳の世界』2月号）
- 大賞：河島英昭、ウンベルト・エーコ『薔薇の名前』東京創元社
- エンタテインメント部門：浜口稔、オラフ・ステープルドン『スターメイカー』国書刊行会
- 児童文学、絵本部門：中川千尋、 リチャード・ケネディ『ふしぎをのせたアリエル号』福武書店
- ノンフィクション部門：刈間文俊、陳凱歌『私の紅衛兵時代-ある映画監督の青春』講談社現代新書
- 思想・芸術部門：安西祐一郎、マーヴィン・ミンスキー『心の社会』産業図書
- 特別賞：宇野利泰[1]

第2回（1992年）
- 大賞：柳瀬尚紀、ジェイムズ・ジョイス『フィネガンズ・ウェイク (1)(2)』河出書房新社
- 思想部門：巽孝之・小谷真理、ダナ・ハラウェイ他『サイボーグ・フェミニズム』トレヴィル

第3回（1993年『翻訳の世界』2月号）
- 大賞：堀茂樹、アゴタ・クリストフ『第三の嘘』早川書房
- エンタテインメント部門：酒井昭伸、デイヴィッド・ブリン『ガイア―母なる地球』早川書房
- 児童文学、絵本部門：青木由紀子、マーガレット・マーヒー『贈りものは宇宙のカタログ』岩波書店
- ノンフィクション部門：堀内静子、ダニエル・キイス『24人のビリー・ミリガン―ある多重人格者の記録』早川書房
- 思想・芸術部門：高山宏、ユルギス・バルトルシャイティス『アナモルフォーズ　バルトルシャイティス著作集（2）』国書刊行会
- 学術部門：浜名優美、フェルナン・ブローデル『地中海 (1)(2)』藤原書店

第4回（1994年『翻訳の世界』3月号）
- 大賞：越川芳明,佐伯泰樹,植野達郎,幡山秀明、トマス・ピンチョン『重力の虹』国書刊行会
- エンタテインメント部門：東江一紀、ミッチェル・スミス『ストーン・シティ』新潮文庫
- 児童文学、絵本部門：清水真砂子、アーシュラ・K・ル＝グウィン『帰還―ゲド戦記最後の書 (ゲド戦記 (最後の書))』岩波書店
- ノンフィクション部門：土屋京子、ユン・チアン『ワイルド・スワン』講談社
- 思想・芸術部門：今村仁司、ヴァルター・ベンヤミン『パサージュ論 1 パリの原風景』岩波書店
- 学術部門：渡辺政隆、スティーヴン・ジェイ・グールド『ワンダフル・ライフ―バージェス頁岩と生物進化の物語』早川書房

第5回（1995年『翻訳の世界』3月号）
- 大賞：柴田元幸、ポール・オースター『ムーン・パレス』新潮文庫
- エンタテインメント部門：上田公子、ネルソン・デミル『将軍の娘』文藝春秋
- 児童文学、絵本部門：坂崎麻子、ロバート・ウェストール『海辺の王国』徳間書店
- ノンフィクション部門：柴田京子、オットー・フリードリック『ハリウッド帝国の興亡―夢工場の1940年代』文藝春秋
- 学術・芸術部門：宇野邦一・田中敏彦・小沢秋広、ジル・ドゥルーズ,フェリックス・ガタリ『千のプラトー―資本主義と分裂症』河出書房新社

第6回（1996年『翻訳の世界』3月号、8月号）
- 大賞：今村仁司・三島憲一他、ヴァルター・ベンヤミン『パサージュ論 (2)(5)』岩波書店
- 文学部門：志村正雄、ジョン・バース『船乗りサムボディ最後の船旅』講談社
- エンタテインメント部門：酒井昭伸、ダン・シモンズ『ハイペリオン』『ハイペリオンの没落』早川書房
- 絵本、児童文学部門：小野耕世、 ジャック・プリラツキー『ドラゴンたちは今夜もうたう』偕成社
- アート部門：谷川渥、ユルギス・バルトルシャイティス『鏡　バルトルシャイティス著作集（4）』国書刊行会
- ノンフィクション部門：高橋武智、クロード・ランズマン『ショアー』作品社

第7回（1997年『翻訳の世界』3月号）
- 大賞（＝エンタテインメント部門ベスト作品）：宮脇孝雄、ジョン・ダニング『死の蔵書』ハヤカワ・ミステリ文庫（ベスト翻訳書ではなく、部門ベスト１が受賞したのは初）
- 文学部門(＝ベスト翻訳書）：丸谷才一・高松雄一・永川玲二、ジェイムズ・ジョイス『ユリシーズ (1)(2)』集英社
- 絵本、児童文学部門：江國香織、イヴ・バンティング (著),デイヴィッド・ウィーズナー (イラスト)『夜がくるまでは』ブックローン出版
- アート部門：坂上桂子、リンダ・ノックリン『絵画の政治学―フェミニズム・アート』彩樹社
- ノンフィクション部門：村上春樹、マイケル・ギルモア『心臓を貫かれて』文藝春秋
- 学術部門：木田元・渡辺祐邦・須田朗・徳永恂・三島憲一・宮武昭、テオドール・W・アドルノ『否定弁証法』作品社

第8回（1998年『翻訳の世界』3月号）
- 大賞：受賞作なし
- 文学部門：柴田元幸・斎藤兆史、デイヴィッド・ロッジ『小説の技巧』白水社
- エンタテインメント部門（＝ベスト翻訳書）：白石朗、スティーヴン・キング『グリーン・マイル』新潮文庫
- 絵本、児童文学部門：菱木晃子、ウルフ・スタルク『うそつきの天才 』小峰書房
- ノンフィクション部門：富岡明美・原美奈子、リリアン・フェダマン『レスビアンの歴史』筑摩書房
- アート部門：女性と音楽研究フォーラム、スーザン・マクレアリ『フェミニン・エンディング―音楽・ジェンダー・セクシュアリティ』新水社
- 学術部門：鵜飼哲・大西雅一郎・細見和之・上野成利、エルネスト・ルナン,J・G・フィヒテ,ジュール・ロマン,エティエンヌ・バリバール『国民とは何か』インスクリプト

第9回（1999年『翻訳の世界』3月号）
- 大賞：長谷川宏、G・W・F・ヘーゲル『精神現象学』作品社（「ベスト翻訳書でもなく部門ベストでもない」作品が受賞したのは初。『精神現象学』は人文・社会・芸術・伝記部門でも、第９位だった）
- 文学・文芸評論・エッセイ部門：柴田元幸、スティーヴン・ミルハウザー『三つの小さな王国』白水社
- ミステリ部門（＝ベスト翻訳書）：鴻巣友季子、トマス・H・クック『緋色の記憶』文春文庫
- SF・ホラー・ファンタジー部門：日暮雅通、ニール・スティーブンスン『スノウ・クラッシュ』アスキー
- 児童文学・絵本・ヤングアダルト部門：千葉茂樹、クェンティン・ブレイク『みどりの船』あかね書房
- 人文・社会・芸術・伝記部門：本橋哲也、レイ・チョウ『ディアスポラの知識人』青土社
- 自然科学部門：中村和幸、ロジャー・ペンローズ『心は量子で語れるか―21世紀物理の進むべき道をさぐる』講談社
- ビジネス・実用部門：仁平和夫、トム・ピーターズ『トム・ピーターズの起死回生』TBSブリタニカ

賞を実施せず（2000年『翻訳の世界』4月号）
- ベスト翻訳書：佐藤良明、トマス・ピンチョン『ヴァインランド』新潮社
- ミステリ部門：佐藤和彦、スティーヴン・ハンター『極大射程』新潮文庫
- SF・ホラー・ファンタジー部門：酒井昭伸、ダン・シモンズ『エンディミオン』『エンディミオンの覚醒』早川書房
- 児童文学・絵本・ヤングアダルト部門：松岡佑子、J・K・ローリング『ハリー・ポッターと賢者の石』静山社
- ノンフィクション部門：中野圭二、ジェラルド・クラーク『カポーティ』文藝春秋
- 学術・思想部門：竹村和子、ジュディス・バトラー『ジェンダー・トラブル―フェミニズムとアイデンティティの攪乱』青土社

賞を実施せず（2001年『eとらんす』4月号）
- ベスト翻訳書：柴田元幸、リチャード・パワーズ『舞踏会へ向かう三人の農夫』みすず書房
- ミステリ部門：高見浩、トマス・ハリス『ハンニバル』新潮文庫
- SF・ホラー・ファンタジー部門：中村融、フィリップ・K・ディック,ディーン・R・クーンツ他『影が行く―ホラーSF傑作選』創元SF文庫
- 児童文学・絵本・ヤングアダルト部門：松岡佑子、J・K・ローリング『ハリー・ポッターと秘密の部屋』静山社
- ノンフィクション部門：小林清衛・竹中昌宏・高村宏・渡辺福実、ジョゼフ・ジュッファ『ベーラ・バラージュ―人と芸術家』創樹社
- 学術・思想部門：倉骨彰、ジャレド・ダイアモンド『銃・病原菌・鉄　1万3000年にわたる人類史の謎』草思社

賞を実施せず（2002年『eとらんす』4月号）
- ベスト翻訳書：若島正、リチャード・パワーズ『ガラテイア2.2』みすず書房
- ミステリ部門：田村義進、ジェイムズ・エルロイ『アメリカン・デス・トリップ 』文藝春秋
- SF・ホラー・ファンタジー部門：中村融・山岸真（共編）、アーサー・C・クラーク他『20世紀SF 1～6』河出文庫
- 児童文学・絵本・ヤングアダルト部門：松岡佑子、J・K・ローリング『ハリー・ポッターとアズガバンの囚人』静山社
- ノンフィクション部門：武井みゆき・渡部良子、モフセン・マフマルバフ『アフガニスタンの仏像は破壊されたのではない 恥辱のあまり崩れ落ちたのだ』現代企画室
- 学術・思想部門：山崎淳、ノーム・チョムスキー『9・11―アメリカに報復する資格はない!』文春文庫

第10回（2003年『eとらんす』4月号）
- 大賞：嶋田洋一 マーク・Z・ダニエレブスキー『紙葉の家』ソニーマガジンズ
- ミステリ部門：越前敏弥、ジェレミー・ドロンフィールド『飛蝗の農場』創元推理文庫
- SF・ホラー・ファンタジー部門：柳下毅一郎、R・A・ラファティ『地球礁』河出書房新社
- 児童文学・絵本・ヤングアダルト部門：井辻朱美、スーザン・クーパー『影の王』偕成社
- ノンフィクション部門：今枝麻子、T・ガートン・アッシュ『ファイル―秘密警察(シュタージ)とぼくの同時代史』みすず書房
- 学術・思想部門：村田公一・舩木篤也・吉田寛、テオドール・アドルノ（渡辺裕編）『アドルノ 音楽・メディア論集』（平凡社）

第11回（2004年『eとらんす』4月号、2005年1月号）
- 大賞：村上春樹 J・D・サリンジャー『キャッチャー・イン・ザ・ライ』白水社
- ミステリ部門：中村有希、サラ・ウォーターズ『半身』創元推理文庫
- SF・ホラー・ファンタジー部門：若島正・吉村満美子・霧島義明・今本渉・大森望、若島正編、シオドア・スタージョン『海を失った男』河出書房新社
- 児童文学・絵本・ヤングアダルト部門：前沢明枝、クリストファー・ポール・カーティス『バドの扉がひらくとき』徳間書店
- ノンフィクション部門：本橋哲也、アルンダティ・ロイ『帝国を壊すために―戦争と正義をめぐるエッセイ― 』岩波新書
- 学術・思想部門：水嶋一憲・酒井隆史・浜邦彦・吉田俊実、アントニオ・ネグリ,マイケル・ハート『＜帝国＞ グローバル化の世界秩序とマルチチュードの可能性』以文社

#### BABEL新人賞
- 第01回（1991年） - 新人賞なし
- 第02回（1992年） - 堀茂樹 アゴタ・クリストフ『悪童日記』『ふたりの証拠』早川書房　芹澤恵　キース・ピーターソン『暗闇の終わり』『幻の終わり』創元推理文庫
- 第03回（1993年） - 河野万里子　D･ハンドラー『フィッツジェラルドを目指した男』講談社文庫　渡辺佐智江 キャシー・アッカー『血みどろ臓物ハイスクール』白水社
- 第04回（1994年） - 高橋恭美子 フェイ・ケラーマン『水の戒律』創元推理文庫
- 第05回（1995年） - 鴻巣友季子 メグ・ファイルズ『メリディアン144』東京創元社
- 第06回（1996年） - 栩木玲子　ラリイ・マキャフリイ『アヴァン・ポップ』（共訳、筑摩書房）、 渡辺了介、S. フライシュマン『ジンゴ・ジャンゴの冒険旅行』 (あかね書房）・ペギー・オルドリチ・キドウェル、ポール・E・セルージ 『目で見るデジタル計算の道具史―そろばんからパソコンまで』ジャストシステム
- 第07回（1997年） - 池田真紀子 アーヴィン・ウェルシュ『トレインスポッティング』角川書店
- 第08回（1998年） - 古沢嘉通　イアン・マクドナルド『火星夜想曲』早川書房
- 第09回（1999年） - 栗原百代　レイ・ワイア,ティム・テイト『なぜ少女ばかりねらったのか』草思社
- 第10回（2003年） - 該当者なし
- 第11回（2004年） - 鈴木仁子　W・G・ゼーバルト『アウステルリッツ（ゼーバルト・コレクション）』白水社

## BABEL国際翻訳大賞以前の『翻訳の世界』ベスト翻訳書
1990年『翻訳の世界』2月号
- 翻訳書ベスト：沼野充義・工藤幸雄・長谷見一雄、スタニスワフ・レム『完全な真空』国書刊行会
- 文学部門：平川祐弘、アレッサンドロ・マンゾーニ『いいなづけ―17世紀ミラーノの物語』河出書房新社
- 児童文学部門：青木由紀子、マーガレット・マーヒー『足音がやってくる』岩波書店
- ノンフィクション部門：上田惇生・佐々木実智男、ピーター・F・ドラッカー『新しい現実―政府と政治、経済とビジネス、社会および世界観にいま何がおこっているか』ダイヤモンド社
- 思想・芸術部門：滝浦静雄・木田元、 M・メルロ・ポンティ『見えるものと見えないもの』みすず書房